# Tatry Wysokie
Tatry Wysokie (niem. Hohe Tatra, słow. Vysoké Tatry, węg. Magas-Tátra) – najwyższa część Tatr o charakterze alpejskim, rozciągająca się pomiędzy Tatrami Zachodnimi od strony zachodniej oraz Tatrami Bielskimi od strony północno-wschodniej. W linii prostej odległość między granicznymi przełęczami wynosi ok. 16,5 km, zaś ściśle wzdłuż grani głównej ok. 26 km. Tatry Wysokie zajmują obszar około 340 km² (czyli nieco mniej niż Tatry Zachodnie), z czego większość (260 km²) znajduje się na Słowacji.

## Położenie geograficzne

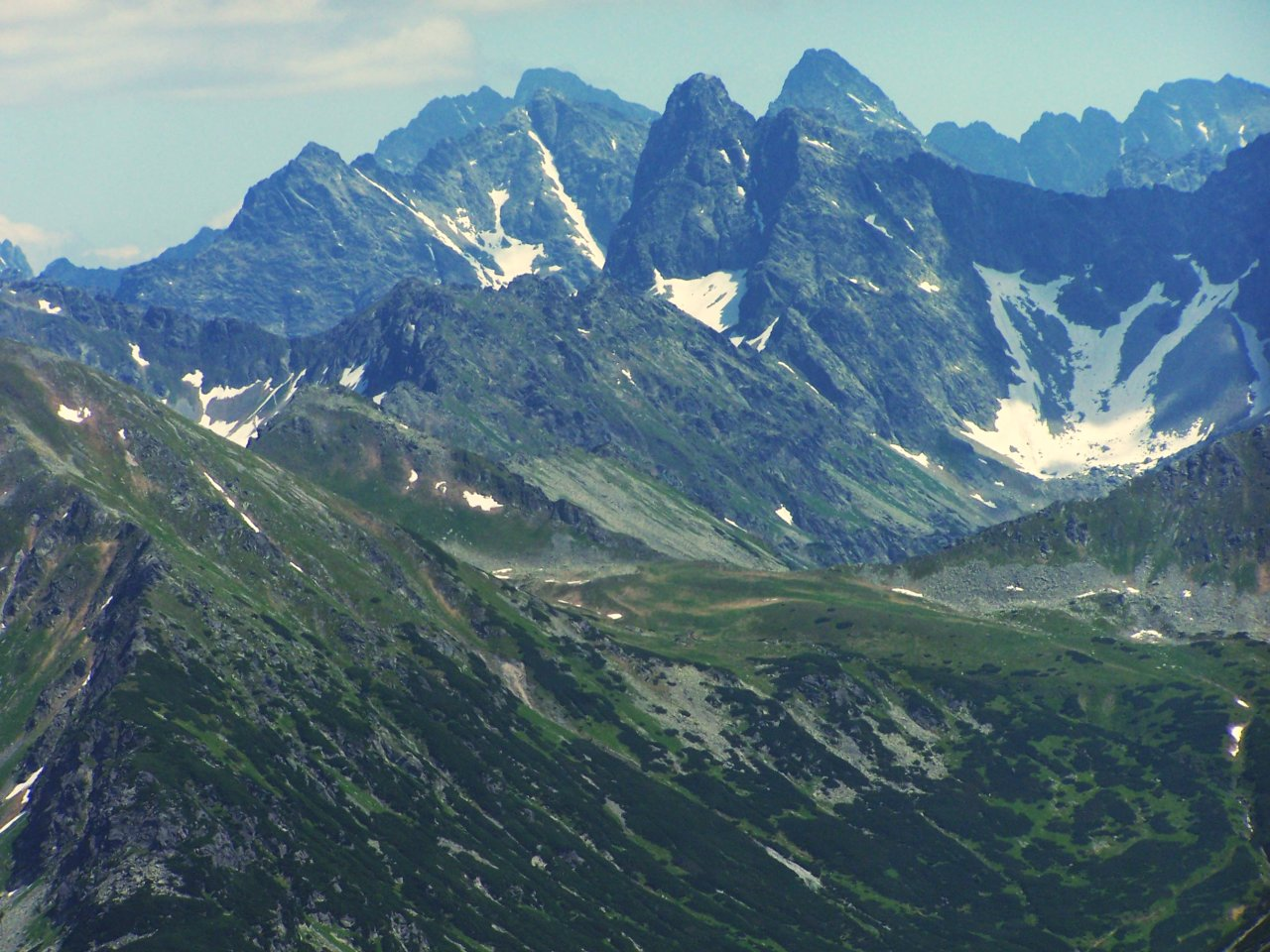
Tatry Wysokie – widok z Małołączniaka

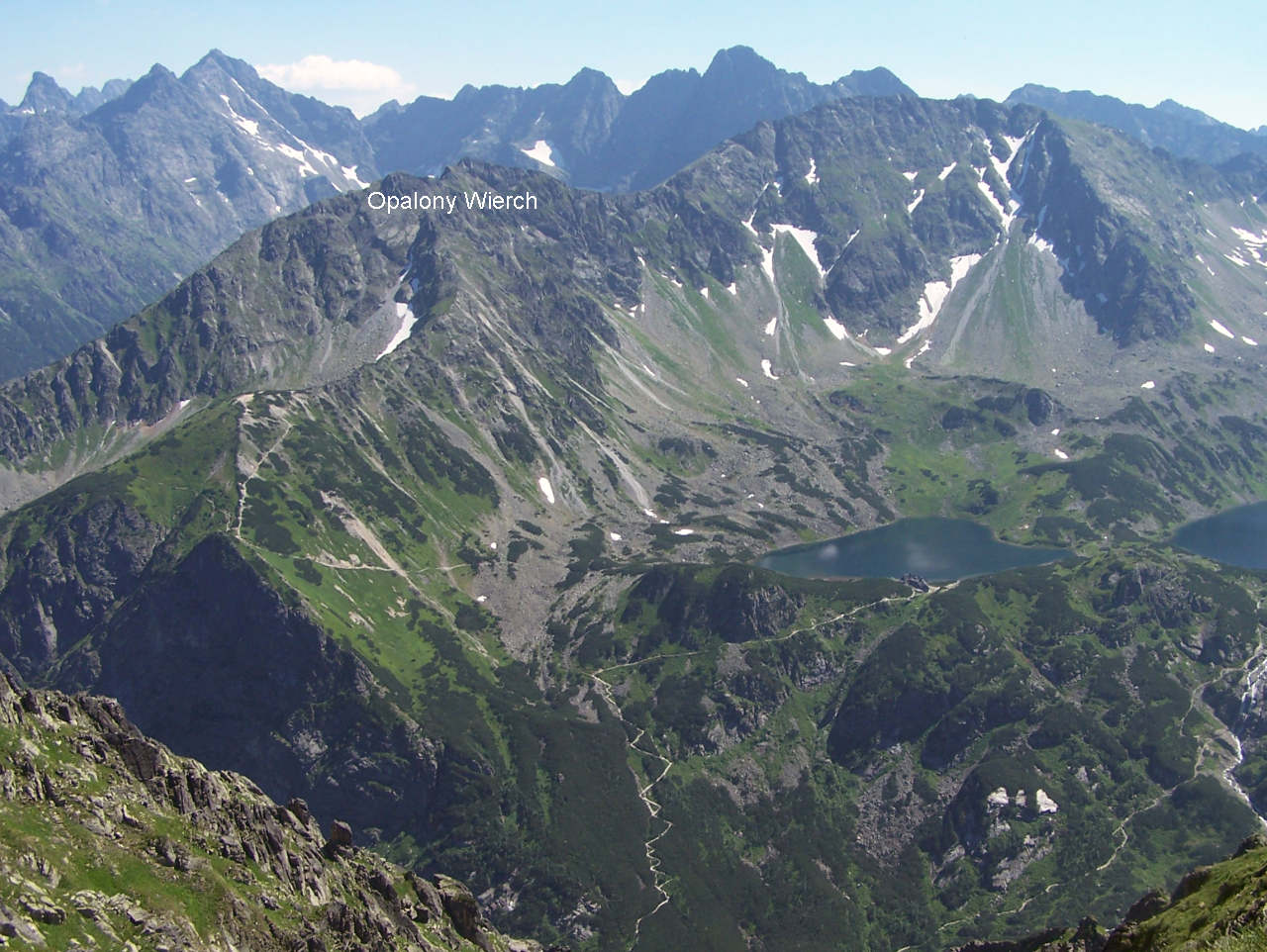
Tatry Wysokie w rejonie Opalonego i Rysów

Tatry Wysokie odgraniczone są dość wyraźnie od pozostałych części Tatr. Od Tatr Zachodnich oddzielają je po stronie polskiej Dolina Suchej Wody Gąsienicowej, po stronie słowackiej Dolina Cicha Liptowska (choć niekiedy masyw Liptowskich Kop wydziela się do Tatr Zachodnich – wtedy słowacka część granicy między pasmami przebiega dnem Doliny Koprowej). Granicę na grani głównej Tatr stanowi szeroka przełęcz Liliowe. Od Tatr Bielskich Tatry Wysokie są oddzielone dnem dolin (od północnego zachodu do południowego wschodu): Jaworowej, Zadnich Koperszadów, Przednich Koperszadów i Kieżmarskiej. Najwyższym punktem tej granicy jest Przełęcz pod Kopą w grani głównej.
Tatry Wysokie znajdują się na styku trzech krain: Podhala (od północnego zachodu), Liptowa (od południowego zachodu) i Spiszu (od wschodu). Za punkt oddzielający je od siebie uznaje się Cubrynę, leżącą w grani głównej, na granicy polsko-słowackiej.

## Topografia

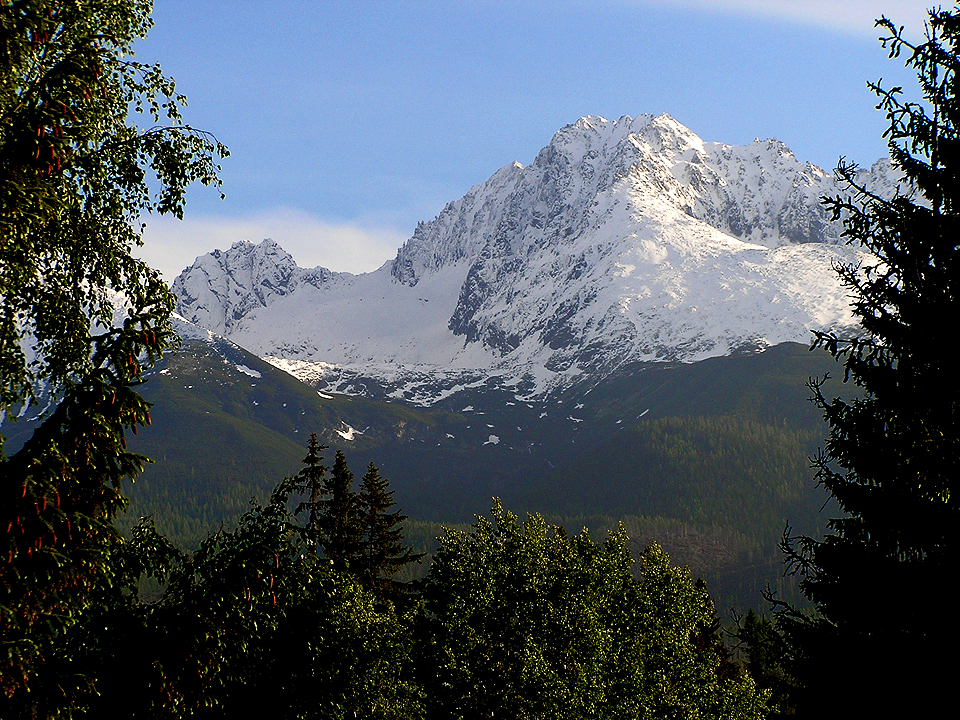
Gerlach – najwyższy szczyt Tatr

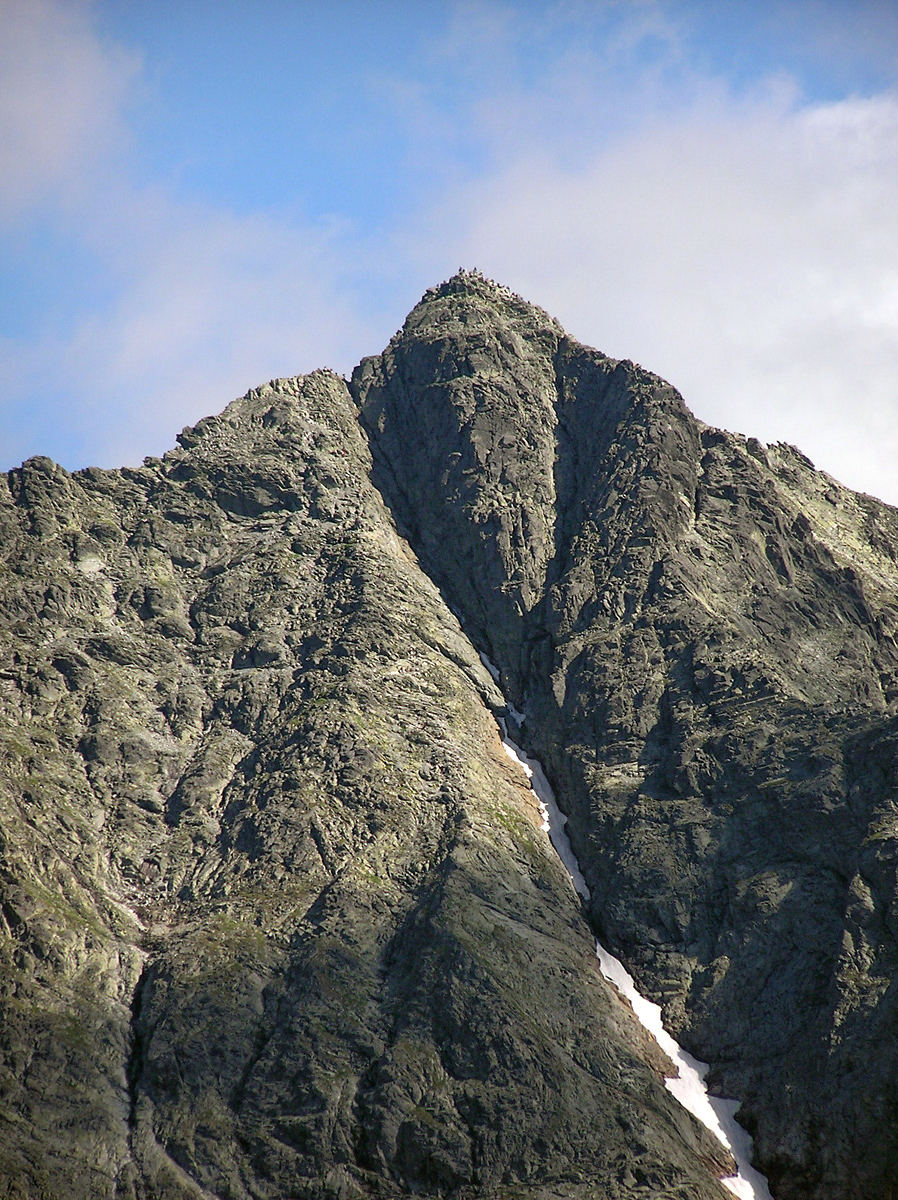
Rysy – najwyższy szczyt polskiej części Tatr Wysokich

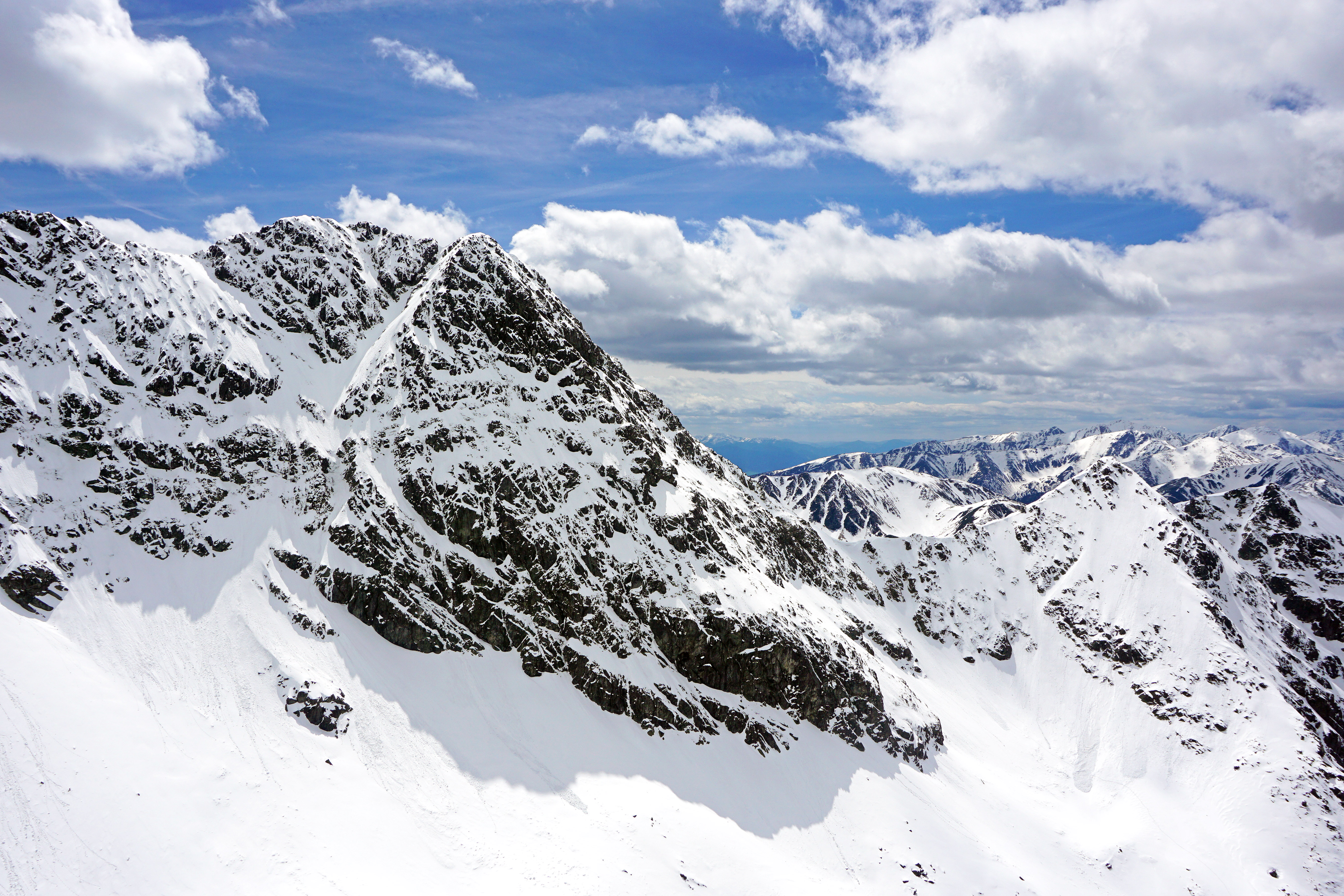
Świnica – widok z Kościelca

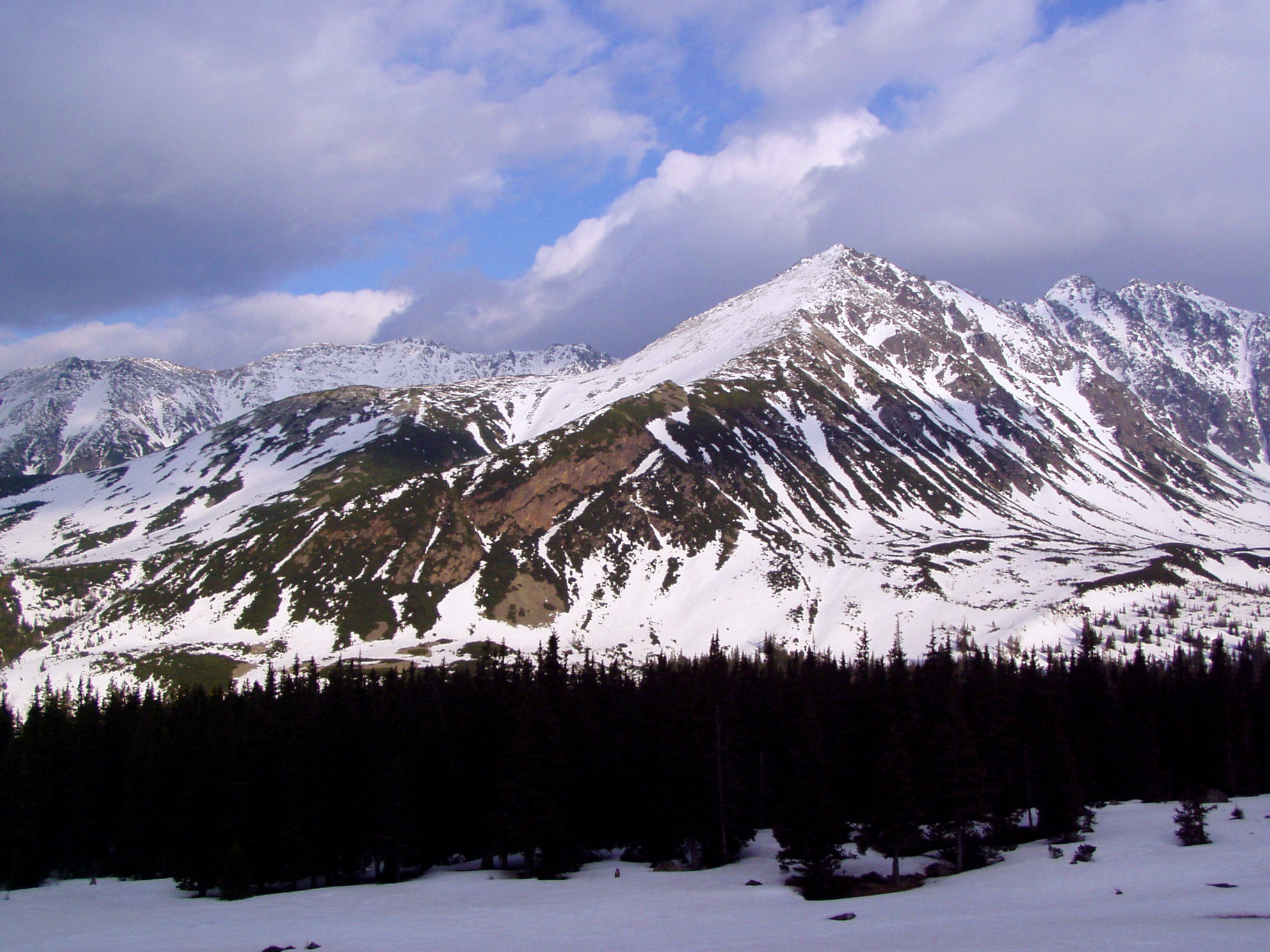
Żółta Turnia – widok w maju

Tatry Wysokie są najwyższymi górami w Polsce i na Słowacji, zarazem stanowią jedno z najwyższych pasm górskich pomiędzy Alpami a Kaukazem. Wyższe są jedynie góry Półwyspu Bałkańskiego – Riła, Piryn, Olimp, Szar Płanina, Góry Północnoalbańskie i Korab. Najwyższymi szczytami w Tatrach Wysokich są Gerlach (2655 m), Łomnica (2634 m) i Lodowy Szczyt (2627 m) po stronie słowackiej. Po stronie polskiej najwyższym szczytem są Rysy (wierzchołek słowacki 2501 m, wierzchołek graniczny 2499 m), inne znane góry to m.in. Mięguszowiecki Szczyt, Świnica, Kozi Wierch.
Krajobraz Tatr Wysokich znacznie różni się od Tatr Zachodnich. W krajobrazie dominuje rzeźba typu alpejskiego, czyli m.in. strzeliste turnie i skaliste szczyty, będące świadectwem silnego działania lodowców. W Tatrach Wysokich znajdują się także niemal wszystkie jeziora tatrzańskie, natomiast rzadko występują tu zjawiska krasowe, częstsze w Tatrach Zachodnich oraz Bielskich.

### Główne doliny
- Dolina Suchej Wody Gąsienicowej
  - Dolina Gąsienicowa
  - dolina Pańszczyca
- Dolina Białki
  - Dolina Waksmundzka
  - Dolina Roztoki
  - Dolina Rybiego Potoku
  - Dolina Białej Wody
- Dolina Jaworowa
  - Dolina Zadnich Koperszadów
- Dolina Kieżmarska
- Dolina Zimnej Wody
  - Dolina Małej Zimnej Wody
  - Dolina Staroleśna
- Dolina Wielicka
- Dolina Batyżowiecka
- Dolina Mięguszowiecka
  - Dolina Złomisk
  - Dolina Hińczowa
- Dolina Młynicka
- Dolina Furkotna
- Dolina Koprowa
  - dolina Niewcyrka
  - Dolina Hlińska
  - Dolina Ciemnosmreczyńska
- Dolina Cicha Liptowska

### Rzeźba terenu
Rzeźba Tatr Wysokich ma cechy typowej rzeźby alpejskiej. Uformowana została ona przez lodowce górskie podczas zlodowaceń plejstoceńskich. Obszar pól firnowych lodowców znajdował się powyżej 1400–1600 m n.p.m., a jęzory lodowców schodziły do ok. 1000 m n.p.m. (Dolina Białki – 920 m n.p.m.). Jednymi ze świadectw epoki lodowej są cyrki i żłoby lodowcowe oraz tatrzańskie jeziora, które w ogromnej większości znajdują się właśnie na terenie Tatr Wysokich (np. Morskie Oko, Czarny Staw Gąsienicowy, jeziora w Dolinie Pięciu Stawów Polskich).

## Budowa geologiczna
Tatry Wysokie, podobnie jak cały masyw Tatr, są tworem stosunkowo młodym, ukształtowanym w swoim obecnym kształcie w czasie orogenezy alpejskiej. Trzon krystaliczny grzbietu Tatr Wysokich składa się z granitoidów, powstałych z zakrzepnięcia stopu magmowego w karbonie i stanowiących jedne z najstarszych skał tatrzańskich. Wiek tych skał wynosi około 310–315 milionów lat.
Podobnie jak w Tatrach Zachodnich skały osadowe występują jedynie na północnych stokach, i w przeciwieństwie do nich zajmują znacznie mniejszą powierzchnię, co powoduje niewielki wpływ zjawisk krasowych na formę rzeźby tej części Tatr. Skały osadowe występują od Żółtej Turni poprzez północne i północno-zachodnie zbocza Małej Koszystej, Gęsią Szyję, Kopy Sołtysie, masyw Szerokiej Jaworzyńskiej po północne zbocza Jagnięcego Szczytu.

## Świat roślinny i zwierzęcy

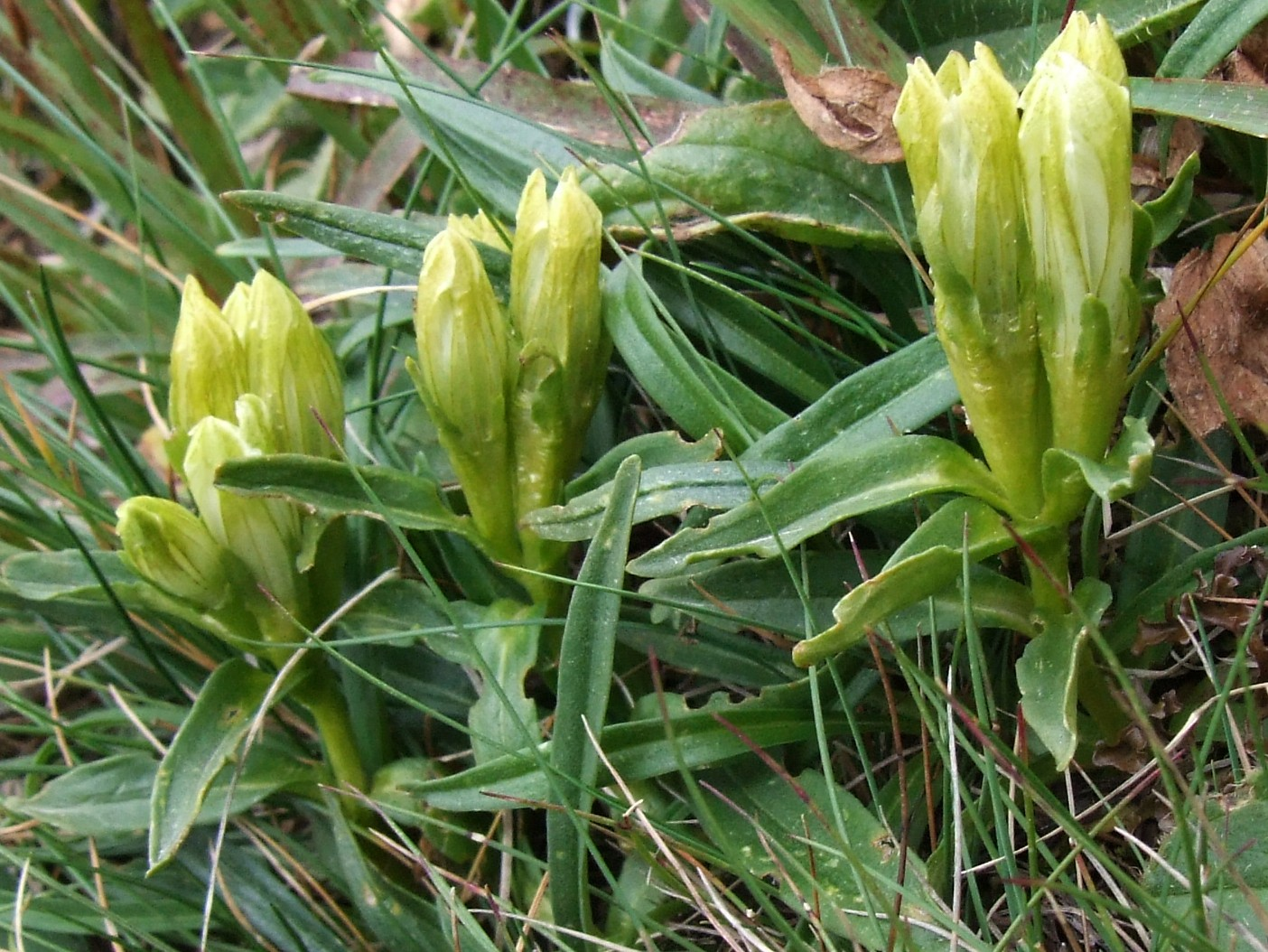
Goryczka przezroczysta

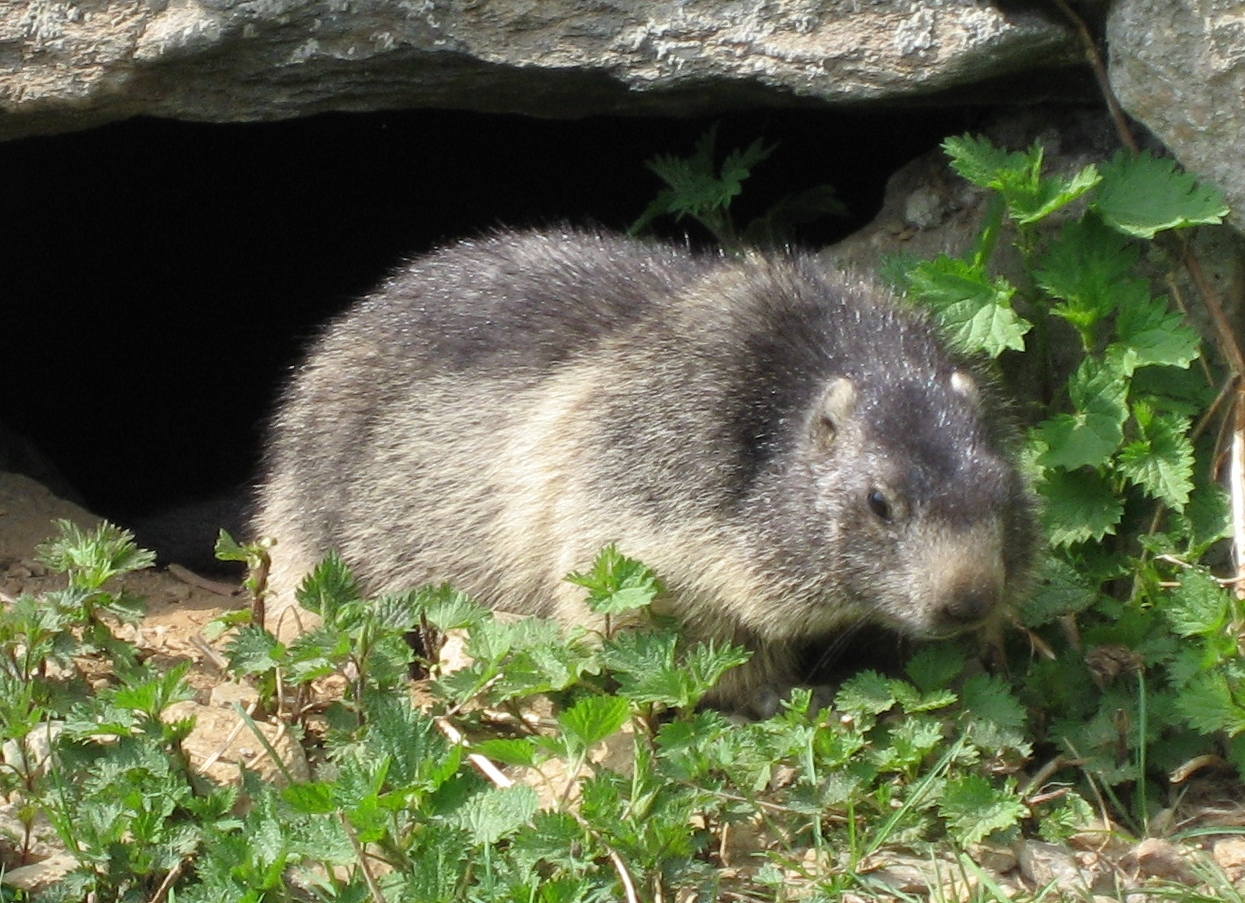
Świstak

Wysokogórskie warunki klimatyczne są przyczyną, że flora Tatr Wysokich znacznie różni się od flory nizinnej. Występuje tu liczna grupa gatunków roślin naczyniowych, które w Polsce poza Tatrami nigdzie indziej nie występują. W pełni wykształcone są piętra roślinności. Tylko w Tatrach Wysokich występuje najwyższe piętro turniowe (powyżej 2300 m). Z powodu surowych warunków klimatycznych roślinność na tej wysokości jest nieliczna, ale doliczono się w piętrze turniowym jeszcze 120 gatunków roślin naczyniowych. Wraz ze wzrostem wysokości liczba ta gwałtownie maleje. Na najwyższym szczycie Tatr – Gerlachu w rejonie wierzchołka stwierdzono występowanie jeszcze 15 gatunków roślin naczyniowych, m.in. są to: goryczka przezroczysta, omieg kozłowiec, sit skucina, pierwiosnek maleńki, złocieniec alpejski, dzwonek alpejski. Pod względem zróżnicowania gatunkowego flora jest jednak uboższa niż w Tatrach Zachodnich, co spowodowane jest mniejszą różnorodnością podłoża (brak podłoża wapiennego i związanych z nim licznych gatunków roślin występujących tylko na takim podłożu). Tatry Wysokie posiadają natomiast gatunki roślin granitolubnych, które w pozostałych częściach Tatr nie występują wcale lub tylko sporadycznie. Są jedynym w Polsce miejscem występowania takich gatunków roślin, jak: głodek karyntyjski, jastrzębiec włosisty, rogownica jednokwiatowa, skalnica odgiętolistna, świetlik nadobny, warzucha tatrzańska. Murawy tworzone są głównie przez występujący tylko na granitowym podłożu zespół situ skuciny i boimki dwurzędowej.
Fauna jest podobna jak w całych Tatrach. Piętra powyżej lasów zamieszkują zwierzęta niespotykane w Polsce poza Tatrami. Wśród ssaków są to: świstak tatrzański, kozica tatrzańska, nornik śnieżny (polnik tatrzański), darniówka tatrzańska, wśród ptaków: płochacz halny, siwerniak, pomurnik.

## Turystyka
W Tatrach Wysokich znajduje się 16 schronisk (4 w Polsce, 12 na Słowacji):
w Polsce:
- schronisko PTTK w Dolinie Pięciu Stawów Polskich,
- schronisko PTTK „Murowaniec”,
- schronisko PTTK nad Morskim Okiem,
- schronisko PTTK w Dolinie Roztoki,

na Słowacji:
- schronisko pod Rysami,
- Schronisko Téryego,
- Schronisko Zbójnickie,
- schronisko na Solisku,
- hotel górski „Encián”,
- Schronisko Łomnickie,
- hotel górski „Śląski Dom”,
- schronisko nad Zielonym Stawem,
- schronisko nad Popradzkim Stawem,
- Schronisko Majlátha,
- Schronisko Zamkovskiego,
- Schronisko Bilíka.

Najbardziej znanym i zarazem najtrudniejszym szlakiem Tatr Wysokich jest Orla Perć.